# Cynthia Ottaviano
Cynthia Luján Ottaviano (Buenos Aires, 10 de abril de 1973) es periodista, docente, doctora en Comunicación, investigadora y ensayista argentina. Fue la primera Defensora del Público de la Argentina, nombrada por el Congreso de la Nación, fundadora y responsable de la Defensoría del Público (2012-2016), ganadora del premio otorgado por la OEA (Organización de Estados Americanos) a la Innovación en la Gestión Pública Efectiva (2016). Fue Directora de Radio y Televisión Argentina (2020-2023), donde promovió y lideró la creación del Primer Código de Ética de la Radio y la Televisión pública de la Argentina, por lo que volvió a obtener el Premio Interamericano a la Innovación en la Gestión Pública Efectiva OEA 2023. En la actualidad es Directora del posgrado Comunicación y DDHH de Undav, profesora titular de Proyectos Digitales para el Sector Público de UNLP, Presidenta de la Organización Iberoamericana de Defensoras y Defensores de audiencias OID y miembro asociada a la Red de Cátedras de Comunicación UNESCO (Orbicom).

## Formación y carrera
Se recibió como doctora en Comunicación en la Universidad Nacional de La Plata con sobresaliente 10 y recomendación de publicación de la tesis doctoral, el 14 de diciembre de 2018. Además, es licenciada en Comunicación Social de la Universidad del Salvador con diploma de honor en 1997.
Egresó de la maestría en Periodismo de Investigación de esa universidad con promedio 9,10. Cursó seminarios de política, historia y filosofía en la Universidad de La Sorbonne (Francia).
Es directora del posgrado Comunicación y Derechos Humanos en la Universidad Nacional de Avellaneda, profesora adjunta por concurso de oposición y antecedentes en la licenciatura en Periodismo de la Universidad Nacional de La Plata desde 2012, docente de posgrado en la Universidad del Salvador (2006-2012) y docente de grado en la Universidad Argentina de la Empresa (2008-2012).
Fue asesora del Programa de Actualización en Comunicación, Géneros y Sexualidades de la Facultad de Ciencias Sociales (UBA, 2013-2016).
También fue docente en la Universidad del Museo Social Argentino (2003-2007) y en la UADE (2005-2010).
Fue la primera defensora del público de Servicios de Comunicación Audiovisual de la Argentina (2012-2016) y su tarea mereció el Premio Interamericano de Cultura Gabriela Mistral otorgado por la Organización de Estados Americanos (OEA) en la categoría Enfoque de Géneros y Derechos, a la Innovación para la Gestión Pública Efectiva 2016.
Dictó talleres para periodistas y Defensoras y Defensores de Audiencias, y representó a la Argentina en Congresos de Alemania, España, Brasil, Chile, Colombia, Estados Unidos, México, Perú, Portugal, Ecuador,  Uruguay, Panamá, República Dominicana y El Salvador.
En julio de 2020 fue designada por el Congreso de la Nación Argentina como directora de Radio y Televisión Argentina en un directorio que posee siete miembros. De los seis miembros restantes, dos fueron escogidos por la segunda y la tercera minoría parlamentaria.

## Periodismo
Ejerció la profesión durante más de treinta años en diarios como La Prensa, Perfil y las revistas Pistas y Noticias, entre otros. Fue productora, guionista, productora ejecutiva, conductora y columnista de múltiples programas radiales y televisivos en Canal 13 y CN23. Fundó los equipos de Investigación de Tiempo Argentino y de Radio Nacional. Condujo programas en diversas radios como Radio Nacional (Tinta Roja), Radio del Plata (Volver a las Fuentes), Radio Colonia y Radio La 990 (Volver a las Fuentes). Además, cocondujo junto a su marido, Roberto Caballero, Dos por uno, en Radio Caput.En ka actualidad es columnista especializada en la revista digital Contraeditorial.
- 1992: cronista de Canal 4 (canal comunitario de televisión de Lomas de Zamora).
- 1993-1997: redactora y cronista de Investigación y Policiales en el diario La Prensa.
- 1997: correctora en la Agencia de Publicidad Grupo 4
- 1997-1998: redactora periodística de editorial Publitec.
- 1998-2000: redactora periodística en el diario Perfil, y en las revistas Caras y Noticias.
- 2000-2005: productora periodística, investigadora y guionista en los programas Telenoche investiga, Telenoche especial (en Canal 13).[9]
- 2003: productora periodística del programa No matarás, en Canal 13.[9]
- 2007: periodista de «Notas especiales», en el programa Telenoche (en Canal 13).
- 2008: productora ejecutiva de documentales y notas históricas (en Canal 13).
- 2009-2010: equipo de investigación de Radio Nacional. Columnista de Defensa de los Consumidores de Carbono 14 (conducido por Miriam Lewin y Eduardo Anguita).
- 2010: columnista de Defensa de los Consumidores, en el programa radial Una vuelta nacional (conducido por Héctor Larrea.
- 2010: columnista de Defensa de los Consumidores en El mediodía en noticias (conducido por Juan Miceli), en el canal CN23.
- 2011-2012: condujo Tinta roja, por Radio Nacional (Argentina),[10] con Carlos Barragán, Mariana Moyano, Telma Luzzani, Artemio López y Hernán Jechsmayr.[11]
- 2012: fundadora y jefa del equipo de investigación del diario Tiempo Argentino.[5]
- 2012 (febrero) a enero de 2016: condujo Mañana más, por Radio Nacional, con Luciano Galende.[12]
- Desde el 14 de noviembre de 2012 al 14 de noviembre de 2016: defensora del público de Servicios de Comunicación Audiovisual, nombrada por el Congreso de la Nación Argentina.
- En 2016 condujo Volver a las fuentes por Radio Del Plata.
- Desde 2019 conduce Volver a las fuentes de 6:00 a 9:00 por radio La 990.
- Desde 2020 a 2023 fue Directora de Radio y Televisión Argentina.

## Defensora del público
Si se produce esta designación no voy a seguir en Tiempo [Argentino] y Radio Nacional, porque requiere muchas horas y la exigencia estará puesta en este nuevo lugar. Sí voy a seguir dando clases, con las limitaciones horarias que implica el nuevo trabajo.
Cynthia Ottaviano

Desde octubre de 2012 hasta noviembre de 2016 fue la primera Defensora del Público de Servicios de Comunicación Audiovisual, institución que surgió con la ley 26.522 de Servicios de Comunicación Audiovisual.
Fue nombrada por el Congreso de la Nación Argentina, con el apoyo de organizaciones de la sociedad civil y personalidades del ámbito de los derechos humanos, la academia, la cultura y la representación sindical. Su misión es defender a las audiencias de todo el país, como nuevos sujetos de derecho.
Debido a su tarea, desde 2014 fue elegida por sus colegas latinoamericanos para presidir la Organización Interamericana de Defensoras y Defensores de las Audiencias (OID); y por sus colegas del mundo para integrar el Comité Directivo de la Organization of News Ombudsmen (ONO), que reúne a Defensoras y Defensores de los cinco continentes.

## Obras
Publicó cuatro libros:
- Derecho humano a la comunicación. Desconcentración, diversidad e inclusión. Los desafíos comunicacionales del siglo XXI. Buenos Aires: Undav, 2020.[13]
- Secretos de alcobas presidenciales. De Delfina Vedia a Cristina Kirchner (375 páginas). [2003]. Buenos Aires: Norma, quinta edición, 2006. ISBN 9875451312.[14]
- Crímenes en familia. Siete casos que conmovieron a la Argentina. [2004]. Buenos Aires: Edhasa, tercera edición, 2008.
- Señal de ajuste. Vigilancia y control en la nueva era de la comunicación. La Plata: Edulp, 2018.[15]

Es autora de capítulos sobre el diálogo entre el derecho humano a la comunicación y los derechos de las audiencias, además de otros artículos:
- «Los desafíos de las defensorías de las audiencias en la era digital», en La liberté d’expression a l’ére numérique. De l’infox a l’intelligence artificielle. París (Francia): Les Éditions de l’Immatériel, 2020.[16]
- «Hacia una comunicación digital automatizada: algoritmos, inteligencia artificial y fake news como nuevos desafíos de las audiencias», en TVMorfosis: Periodismo en la era de la posverdad (2019). Edición Kindle, México.[17]
- «La madre de la Patria, María Remedios del Valle y Delfina Vedia de Mitre» en 200 argentinos. Buenos Aires: Editorial Grupo Veintitrés. 2010.
- «De palabras, soberanía y riqueza informativa”, en Comunicación como problema, cuaderno 7 del INADI, julio de 2012.
- «Pedagogía del oprimido comunicacional”, en Treinta años de democracia, Universidad Nacional de La Plata, 2013.
- Coautora de la Guía para la cobertura periodística responsable de desastres y catástrofes, junio de 2013.
- «La defensoría del público de Argentina en el marco de un nuevo paradigma de la comunicación democrática», en publicación del Foro Internacional sobre Nuevos Modelos de Telecomunicaciones y Radiodifusión en México. Ciudad de México: Comisión de Radio, Televisión y Cinematografía del Senado de la República de México, octubre de 2013.
- «La información es un derecho y no una mercancía» en Aportes para el Estado y la administración gubernamental, Asociación de Administradores Gubernamentales. Marzo de 2014.
- «Cuando las audiencias toman la palabra: un recorrido histórico y de gestión desde la Defensoría del Público de Servicios de Comunicación Audiovisual en Argentina», en publicación del XII Congreso de la Asociación Latinoamericana de Investigadores de la Comunicación (ALAIC). Perú, agosto de 2014.
- «Todavía las palabras nos arrastran de los pelos», prólogo de Políticas públicas de comunicación y género en América Latina: un camino por recorrer. Comunicación para la Igualdad. Septiembre de 2014.
- «Cuando la patria grande dice presente» y «El entusiasmo de América Latina: historia, presente y futuro de las defensorías de las audiencias en la región», capítulo en El rol de las defensorías de las audiencias en la profundización de las democracias latinoamericanas. Defensoría del Público de Servicios de Comunicación Audiovisual, septiembre de 2014.
- Coautora de la Guía para el tratamiento mediático responsable de la violencia institucional, mayo de 2015.
- Coautora de la Guía para el tratamiento mediático responsable de la salud mental, mayo de 2015.
- «Los derechos de las audiencias en la profundización de las democracias latinoamericanas», capítulo en Democracias en revolución - Revoluciones en democracia, Universidad Nacional de General Sarmiento, noviembre de 2015.
- «De lo abstracto a lo concreto», capítulo en Infancias trans, abril de 2016.

## Documentales
Participó en la construcción de estas emisiones de Canal 13/TN:
- Los Ángeles del General, sobre la salud de Juan Domingo Perón al retorno a la Argentina (Premio Internacional de Periodismo Rey de España)
- Una larga noche. A 30 años del Golpe militar.
- Invasiones inglesas. La reconquista (Premio Argentores al mejor guión documental de Televisión).
- La muerte secreta de Evita

## Premios
Sus investigaciones fueron laureadas, entre otros, con el premio internacional de periodismo Rey de España:
- 1997: Diploma de honor de la licenciatura en Periodismo, otorgado por la Universidad del Salvador.
- 1999: Nominación al premio estímulo al periodismo joven, de revista Caras.
- 2000: Martín Fierro, rubro: mejor programa periodístico, por Telenoche investiga (TV).
- 2002: Broadcasting a la excelencia periodística, por el informe «Los tres mosqueteros», en Telenoche investiga.
- 2003: Mérito investigativo de un hecho de corrupción, otorgado por el Instituto de Prensa y Sociedad, y por Transparency International, por el informe «Fútbol, pasión de corruptos», en Telenoche investiga.
- 2004: Premio internacional de periodismo Rey de España, por Los ángeles del General.
- 2005: Mejor investigación histórica, otorgado por Félix Luna y el Gobierno de la ciudad de Buenos Aires, por el informe Así murió Lino Palacio.
- 2006: Argentores al mejor documental de televisión, por Invasiones inglesas, la reconquista.
- 2010: Mejor investigación, por Papel Prensa, la alianza entre las tres armas y los tres diarios, otorgado en el Congreso de la Nación por la Universidad Abierta Interamericana.
- 2011: Mejor investigación radial. Premio UBA 2011, por Prepagas, el negocio de la salud.
- 2011: Mejor investigación en gráfica. Premio Comuna, 2011, otorgado en el Congreso de la Nación, por Papel Prensa, la alianza entre las tres armas y los tres diarios.
- 2012: Premio Revista Comunas 2012 por su «destacada labor en la prensa gráfica, su rigor profesional y la relevancia social de sus investigaciones».
- 2013: Reconocimiento Colegio de Abogados de Moreno «por su labor en defensa de la libertad de expresión».
- 2013: Personalidad destacada por la agrupación El Mate de la Universidad de Buenos Aires «por su lucha a favor de la pluralidad de voces».
- 2013: Reconocimiento Usina de Medios «por su aporte a la íntegra aplicación de la Ley de Servicios de Comunicación Audiovisual, la pluralidad de voces y el respeto a la libertad de expresión».
- 2014: Reconocimiento del Frente de Migrantes en el Día Internacional de la Mujer «por su labor, trabajo, gestión y acompañamiento a la mujer latinoamericana».
- 2014: Personalidad destacada por la Coalición por una Comunicación Democrática, a su «compromiso por la pluralidad de voces».
- 2014: Distinción especial de la Universidad Nacional de Villa María, por la tarea «a favor de un sistema de comunicación democrático, plural e inclusivo en la República Argentina y con proyección en América Latina».
- 2016: Premio Nuevas Miradas, de la Universidad de Quilmes, a «su trayectoria, cuyos reportes e investigaciones han sido laureados y reconocidos por la audiencia y el medio periodístico nacional e internacional. Por su trabajo como Defensora del Público de Servicios de Comunicación Audiovisual. Por el reconocimiento que le otorgan las organizaciones de la sociedad civil y del ámbito de los derechos humanos, la academia, la cultura y la representación sindical en su tarea de defender a las audiencias».
- 2017: Premio Interamericano otorgado por la Organización de Estados Americanos, OEA, en la categoría Enfoque de Géneros y Derechos, a la Innovación para la Gestión Pública Efectiva 2016.[19]
- 2019: Premio Agenda de las Mujeres, «por la trayectoria en la defensa de los derechos humanos y las ideas feministas», entregado por Dora Barrancos y Nelly Minyersky; fue ganadora junto a la escritora Claudia Piñeiro, la científica Andrea Gamarnik y la funcionaria Graciela Caamaño, entre otras.
- 2023: Premio Interamericano otorgado por la Organización de Estados Americanos, OEA, en la categoría Enfoque de Géneros y Derechos, a la Innovación para la Gestión Pública Efectiva por la creación del Primer Código de Ética de la Radio y ls Televisión Pública Argentina.